# نام می-جونگ
نام می-جونگ (کره‌ای: 남미정؛ زادهٔ ۸ اکتبر ۱۹۶۸) بازیگر اهل کره جنوبی است. او به خاطر ایفای نقش در شراکت، شادی، گل برفی و ووری باکره شناخته می‌شود. او همچنین در فیلم‌های آهنگ شب و قایم‌موشک نیز حضور پیدا کرده‌است.

## فیلم‌شناسی

### فیلم
| سال  | عنوان           | نقش          |
| ---- | --------------- | ------------ |
| ۲۰۱۴ | چیزهای بی آینده | بانوی یاکولت |
| ۲۰۱۶ | آهنگ شب         | مادر سونگ-وو |
| ۲۰۲۰ | قایم‌موشک        | می-جونگ      |

### مجموعه‌های تلویزیونی
| سال  | عنوان                   | نقش                | منابع |
| ---- | ----------------------- | ------------------ | ----- |
| ۲۰۱۵ | پاسخ به ۱۹۸۸            | فالگیر             | [ ۳ ] |
| ۲۰۲۰ | شراکت                   | پارک جین-سو        | [ ۴ ] |
| ۲۰۲۱ | فراتر از شیطان          | خانم در بازار ماهی |       |
| ۲۰۲۱ | تو بهار منی             | شمن                |       |
| ۲۰۲۱ | شادی                    | لی دوک-سون         | [ ۵ ] |
| ۲۰۲۱ | بازرس مخفی سلطنتی و جوی | جانگ پات-سون       | [ ۶ ] |
| ۲۰۲۱ | گل برفی                 | اوه دوک-شیم        | [ ۷ ] |
| ۲۰۲۲ | دادستان نظامی دوبرمن    | خانم پنگ           |       |
| ۲۰۲۲ | ووری باکره              | بیون می-جا         | [ ۸ ] |